# Amphimallon ochraceum
Amphimallon ochraceum (Knoch, 1801) è un coleottero appartenente alla famiglia degli scarabaeidae (sottofamiglia melolonthinae).

## Descrizione

### Adulto
A. ochraceum è un insetto di dimensioni medio-piccole, stazionando tra i 14 e i 20 mm di lunghezza. Presentano un tronco cilindrico e dal colore tendenzialmente scuro.

### Larva
Le larve sono bianche e della classica forma a "C". Presentano le tre paia di zampe atrofizzate e il capo sclerificato.

## Biologia
Gli adulti di A. ochraceum compaiono a fine primavera e volano radenti al suolo. Sono visibili al mattino, al pomeriggio e alla sera e possono talvolta essere attratti dalle luci artificiali.

## Distribuzione
A. ochraceum è reperibile in un vastissimo areale, che va dall'Europa occidentale, all'Asia centrale.